# 국립체육박물관
국립스포츠박물관은 서울특별시 송파구 방이동 올림픽공원 내에 2026년 건립될 예정인 대한민국 최초의 스포츠 분야 종합 국립박물관이다.